# Love Yourself: Tear
Love Yourself 轉 'Tear' (estilizado como LOVE YOURSELF 轉 'Tear') es el tercer álbum de estudio del grupo surcoreano BTS. Fue lanzado el 18 de mayo de 2018 en cuatro versiones diferentes —Y, O, U y R— y cuenta con 11 canciones.
El álbum conceptual explora temas relacionados al dolor y la tristeza. El 27 de mayo de 2018, el disco debutó en el número 1 de la Billboard 200 al vender 135 000 unidades, y con ello se convirtió en el álbum mejor posicionado de BTS en el mercado occidental, así como el primer álbum de un grupo surcoreano en encabezar las listas de álbumes de Estados Unidos y el primero de un artista asiático en alcanzar las posiciones más altas.

## Antecedentes y lanzamiento
El 5 de abril de 2018 se publicó «Euphoria: Theme of Love Yourself 起 Wonder», un corto de nueve minutos que conecta las historias de los videos musicales anteriores del grupo y que incluyó una nueva canción, «Euphoria», interpretada por Jungkook. La pista fue escrita por DJ Swivel —quien también se encargó de la producción—, Candace Nicole Sosa, Melanie Fontana, Bang Si-hyuk, Supreme Boi, Adora y RM. Los críticos musicales destacaron su estilo synth pop y elementos house tropical, y especularon que Wonder podría ser el próximo concepto de la serie Love Yourself; sin embargo, para el día 16 del mismo mes se anunció que el tercer álbum de estudio de BTS sería Love Yourself: Tear, que se diseñó como una continuación del EP Love Yourself: Her de 2017, siendo «Euphoria» en su lugar el vínculo entre los dos lanzamientos. El 6 de mayo se reveló el primer adelanto del disco con «Singularity», un tema de R&B alternativo grabado por V, que tiene una melodía «cautivadora» que incorpora tanto toques de jazz como de neo soul. El compositor británico Charlie J. Perry lo produjo mientras que RM escribió la letra. Se describió al ambiente del tráiler como «sensual» y «de ensueño», y recibió elogios por su uso del simbolismo y el contraste. Blanca Méndez de Spin se refirió a la interpretación de V como «exuberante» y «expresiva», además de señalar que tuvo una «confianza silenciosa».

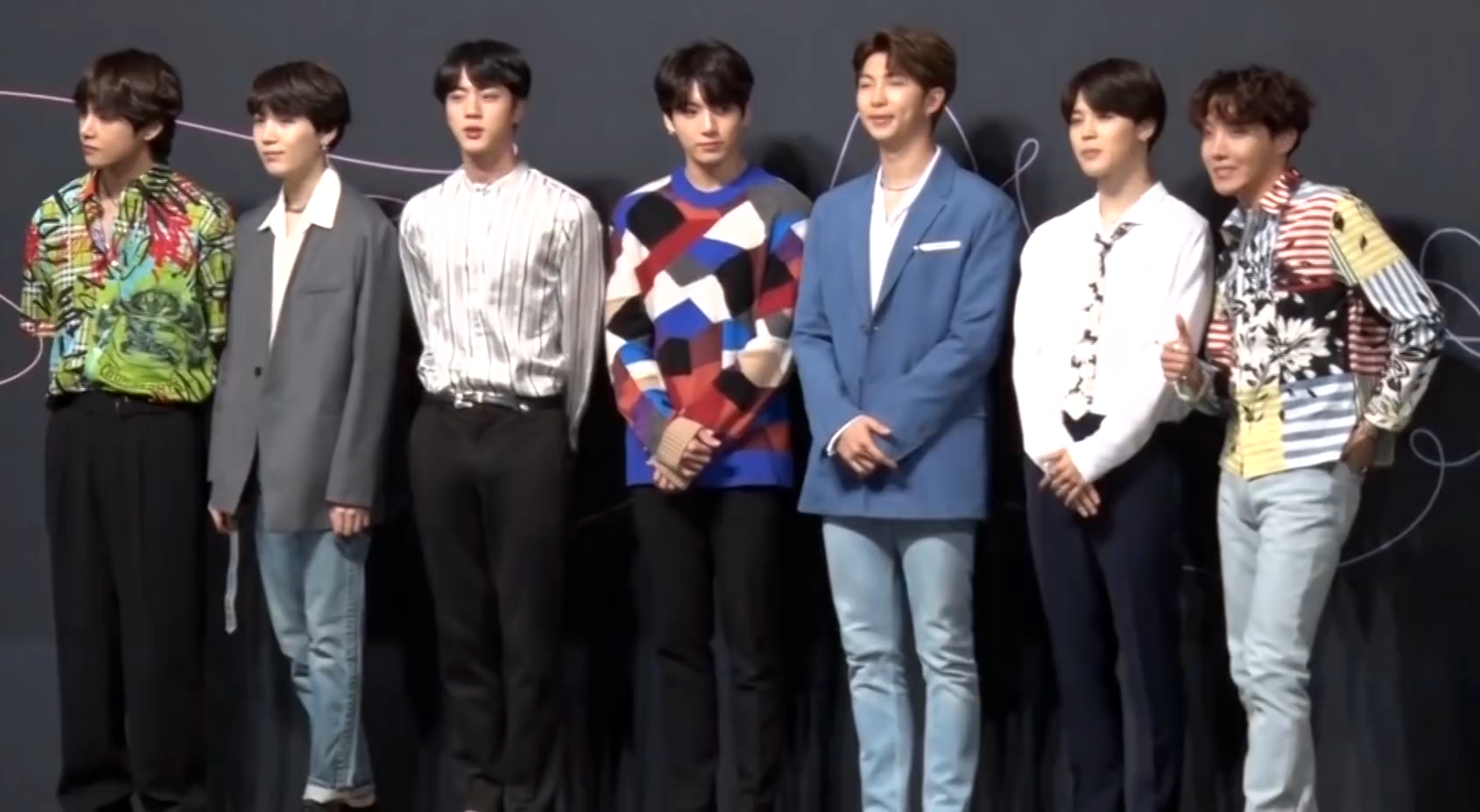
BTS en la conferencia de prensa del álbum, el 24 de mayo de 2018.

Tras esto, se dieron a conocer las fotografías conceptuales en cuatro versiones: O y R, y U e Y, el 8 y 10 de mayo, respectivamente. La lista de canciones se publicó tres días después —en total 11—, entre las que constó una colaboración con el DJ estadounidense Steve Aoki, así como una pista titulada «Airplane Pt.2», que es una extensión del tema «Airplane» de J-Hope, de su mixtape Hope World. Posteriormente, Big Hit lanzó el primer video promocional de «Fake Love», el sencillo principal del álbum, a través de su cuenta de Youtube. Similarmente, los Billboard Music Awards estrenaron un clip en el que se mostró una parte de la nueva coreografía y una línea del coro de la canción («I'm so sick of this fake love [estoy tan harto de este falso amor]»).  El segundo tráiler salió al día siguiente, en tanto que la grabación completa el 18 del mismo mes. La banda también realizó una transmisión en vivo en la aplicación V Live, antes del lanzamiento de Love Yourself: Tear, donde habló sobre el proceso de composición y producción del disco. Asimismo, dio una conferencia de prensa en el Lotte Hotel en Jung-gu, Seúl el 24 de mayo de 2018.

## Contenido

### Letras y sonidos
En una entrevista con Billboard, algunos de los productores que ayudaron con el álbum recordaron sus procesos de creación y objetivos para el disco. Para el intro «Singularity», Charlie J. Perry mencionó que la canción comenzó como un poema y fue construida desde ahí. Querían que tuviera un ambiente del estilo de Daniel Caesar o D'Angelo en el género del neo-soul. Para «The Truth Untold», Jake Torrey comentó que deseaban jugar con unos acordes más bajos y en algún punto tener la sensación de una balada de Sam Smith. Por otro lado, Ali Tamposi —quien compuso el éxito «Havana» de Camila Cabello— ayudó a escribir «Airplane Pt. 2» y declaró que quería que la canción tuviera un sentimiento similar a «Havana». En una entrevista con TV Report en Corea, el escritor MNEK habló del tema «Paradise» y mencionó que originalmente debía llamarse «Mouth», además de que trataba sobre una ruptura y tener el corazón roto. Las letras cambiaron un poco después de enviarla a BTS.
«Anpanman» está basada en el héroe japonés homónimo, quien es el héroe más débil del mundo y está hecho de pasta de frijol rojo (anko). El personaje da partes de su cara a la gente hambrienta; en las letras, los miembros de BTS se comparan a sí mismos con él, mencionando su deseo de dar esperanza a las personas a través de su música y presentaciones. En cambio, «134340» fue nombrada por la designación como planetoide del antiguo planeta Plutón. La canción trata sobre ser rechazado por un antiguo amante y ser visto como algo insignificante.
«Magic Shop», producida por Jungkook, fue creada como una canción dedicada a sus fanáticos. esta canción abarca temas de dolor y ruptura de sentimientos Esta tiene ritmos pegadizos de música Trap, R&B, con golpes de futuro bajo y beats de electrónica. Por otro lado, «Love Maze» es un tema edificante, con base de Pop Rock, Trap, Hip-Hop, R&B, que incluye un rap pegajoso. Finalmente, «Outro: Tear» tiene un estilo de rap rápido, con una pista tambaleante de Trap y las letras describen el arrepentimiento tras una ruptura.

## Recepción

### Comentarios de la crítica
Love Yourself: Tear recibió reseñas positivas de los críticos. El álbum obtuvo un puntaje promedio de 74/100 en Metacritic, lo que indica «reseñas generalmente favorables». Neil Z. Yeung de AllMusic le dio al álbum cuatro estrellas de cinco y afirmó que «elegante y anhelante, Love Yourself: Tear es BTS un punto acertado y pulido, lo suficientemente cohesivo para sentir que fue concebido en un periodo particular en lugar de ser improvisado como con algunos de sus lanzamientos anteriores». Blanca Méndez de Spin dijo que «mientras la primera entrega de la serie parecía inconexa en su variedad de estilos, los saltos de géneros de Love Yourself: Tear dan la impresión de que el grupo simplemente está pasándola bien».
Asimismo, Sheldon Pearce de Pitchfork escribió que la «fórmula del álbum es un disco temático astuto y relajado acerca del amor y la pérdida, con un mayor enfoque en el rap» y que «Tear busca la cohesión y produce canciones divertidas y prismáticas en el proceso». Elias Leight, de Rolling Stone, comentó que «Love Yourself: Tear es K-Pop con un estilo de géneros animados» y notó que «en todo el disco, los miembros de BTS afectan la sinceridad melódica al cantar con intensidad y melisma, además de rapear en tonos que demuestran su esfuerzo, como si la empatía nunca hubiera pasado de moda». Por otro lado, Caitlin Kelley, de Billboard, describió al disco como «uno de sus álbumes más cohesivos y a la vez variados en sonido, con una producción maximalista que erupciona contra letras sobre el vacío emocional».
Jeff Benjamin, de Fuse TV, señaló que «mientras que con la anticipación del lanzamiento del álbum se visualizó a BTS cambiando las expectativas para actos de pop coreanos, la música por sí misma los aleja de cualquier catalogación despectiva como boy band o estrellas pop». En tanto que Hong Dam-young, de The Korea Herald , reveló que «el enfoque de BTS siempre ha sido conectarse con los oyentes usando las historias de sus propios mienmbros. Y el grupo no se ha desviado de esto en su nuevo disco Love Yourself: Tear», dijo además que «musicalmente, el álbum completo es admirable ya que continuamente se mueve entre géneros, yendo desde el emo hip hop y el pop latino hasta baladas pop. A diferencia de los trabajos previos de hip-hop —socialmente conscientes—  del grupo, Love Yourself: Tear está lleno de tonos sombríos con sentimientos complejos de amor» y añadió que:

El factor clave detrás del éxito explosivo del álbum no recae únicamente en su versatilidad musical y extravagancia, sino también en su mensaje global: lo que realmente importa es transmitir mensajes que toquen verdaderamente el corazón de quienes escuchan.
Hong Dam-young, editor de The Korea Herald.

Sin embargo, Alexis Petridis de The Guardian le dio al álbum una reseña mixta y escribió que «en el lado positivo, son muy buenos con las baladas y las interpretan con una intensidad que es genuinamente conmovedora y poderosa (...) pero también hay cosas que son difíciles de recordar cuando terminan: entran por un oído y salen por el otro, sin dejar un rastro reconocible. No es que sea demasiada sacarina, que es la carga nivelada regularmente en el K-pop, solo es algo común». Petridis señaló que «el fenómeno de BTS parece más interesante que la música en sí, aunque Love Yourself: Tear es ciertamente lo suficientemente bueno para mantenerlo moviéndose suavemente». Crystal Bell, de MTV, declaró que con Love Yourself: Tear, BTS se cimentó como uno de los actos más vitales en la música pop actual, y llamó al álbum uno de los mejores de 2018.
En diciembre de 2018, el director de arte HuskyFox fue nominado en la categoría Mejor diseño de embalaje en los Premios Grammy por su trabajo en Love Yourself: Tear. Fue la segunda vez que una persona de ascendencia coreana recibía una nominación después de que Sumi Jo fuera nominada por la Mejor grabación de ópera en 1992.
Tanto «Fake Love» como «Singularity» fueron elegidas como parte de las Mejores canciones de 2018 por el The New York Times. En tano que «Paradise» ocupó el segundo puesto de las mejores canciones de K-pop en 2018 por MTV y «134340» alcanzó el número 15 como la mejor canción de K-pop del año en Billboard.

### Recibimiento comercial
Entre el 18 y 25 de abril de 2018, en los primeros seis días de inicio del periodo de preventa del álbum, IRIVER reportó que Love Yourself: Tear había vendido más de 1.44 millones de copias en Corea del Sur. Las ventas superaron las registradas por su EP Love Yourself: Her, rompiendo su propio récord como el álbum más pedido en Corea. Además, se convirtió en el primer grupo de K-pop en tener múltiples álbumes con más de un millón de pedidos. El 24 de mayo, algunos medios de comunicación actualizaron los números de preventas, que habían sobrepasado las 1.5 millones de copias. Este récord fue roto eventualmente por el álbum recopilatorio de BTS, Love Yourself: Answer, con una diferencia de 62 000 copias.
Tras su publicación en Corea del Sur, se vendieron 1 664 041 copias de Love Yourself: Tear en las primeras dos semanas, lo cual marcó el mayor número de ventas mensuales para un álbum desde la creación de Gaon Chart. Anteriormente el récord le pertenecía al EP Love Yourself: Her de BTS; el disco vendió alrededor de 250 000 copias más en la primera semana que Her. Sin embargo, Tear fue eventualmente superado por Love Yourself: Answer en septiembre de 2018. Este número de ventas hizo que BTS fuera el primer artista de K-pop en sobrepasar un millón de copias en la primera semana en la lista Hanteo desde que esta comenzó en 1993, y con ello también se convirtió en «double million sellers» (puros, sin reediciones). El disco fue certificado como «Millón» por la Korea Music Content Association en julio de 2018, por lo que el álbum se llegó a ser el primero en recibir este reconocimiento después de que Gaon Music Chart anunciara su sistema de certificaciones al inicio del año. Asimismo, de los 20 millones de álbumes vendidos en 2018, Love Yourself: Tear reportó cerca de 2 millones de copias, es decir, alrededor del 10%.
El 27 de mayo de 2018, el álbum debutó en el número 1 de la Billboard 200 al vender 135 000 unidades, y con ello se convirtió en el álbum mejor posicionado en el mercado occidental, así como el primer álbum de Kpop en encabezar las listas de álbumes de Estados Unidos y el primer álbum de un artista asiático en alcanzar las posiciones más altas. También fue el disco con mayor número de ventas en una semana en Estados Unidos, tanto para BTS como para un acto coreano, y el primer álbum de habla no inglesa en encabezar la lista Billboard 200 desde que Il Divo lo realizara con Ancora en 2006. De acuerdo con el reporte de medio año de Nielsen Music, Love Yourself: Tear fue el noveno álbum más vendido de 2018 en Estados Unidos, y el álbum extranjero con mayor número de ventas.
En el Reino Unido, Love Yourself: Tear fue el álbum mejor posicionado de BTS, y se convirtió en su primera entrada en el top 10 en la UK Albums Chart al posicionarse en el número 8. Además, el álbum ha vendido más de 100 000 copias desde su lanzamiento en Japón, y por ello se convirtió en el primer material discográfico en coreano de BTS en obtener la certificación de oro de la RIAJ en agosto de 2018. Tower Records Japan reportó que el álbum fue el más importado en Japón en 2018.
En marzo de 2019, la IFPI reveló la lista de los álbumes más vendidos en 2018 a nivel mundial, en la que Love Yourself: Tear ocupó el tercer puesto con 2 300 000 copias.

## Promoción

### Presentaciones en vivo
El 24 de abril se anunció que estrenarían a nivel mundial su nuevo sencillo como parte de su presentación en los Billboard Music Awards, a celebrarse el 20 de mayo de 2018. Al igual que con el lanzamiento de Love Yourself: Her, Mnet transmitió un programa especial a nivel mundialel 24 de mayo, que incluyó las interpretaciones de «Fake Love» y otras canciones del álbum. El grupo reveló imágenes detrás de escenas de sus nuevas presentaciones y presentó un video especial, específicamente para sus fanes. El programa se emitió simultáneamente en a través de Mnet Japón, Youtube, Facebook y Joox. BTS también interpretó «Fake Love» en The Ellen DeGeneres Show el 25 de mayo, la cual fue su segunda aparición en el programa.
En las dos semanas siguientes al lanzamiento del álbum, BTS interpretó «Fake Love», «Airplane pt.2» y «Anpanman» en varios programas de música de Corea del Sur, incluyendo Music Bank, Show! Music Core, Inkigayo, Show Champion, y M Countdown.

### Love Yourself World Tour
El 26 de mayo de 2018 Big Hit Entertainment publicó el teaser BTS (방탄소년단) WORLD TOUR "LOVE YOURSELF" SPOT para dar a conocer su nueva gira BTS World Tour: Love Yourself, en la que visitaron por primera vez Canadá y varios países europeos.

## Lista de canciones
| N.º   | Título                                                                         | Escritor(es)                                                                          | Productor(es)               | Duración |  |
| 1.    | «Intro: Singularity»                                                           | Charli J. Perry, RM                                                                   | Charli J. Perry             | 3:17     |  |
| 2.    | «Fake Love»                                                                    | Pdogg, "hitman" bang, RM                                                              | Pdogg                       | 4:02     |  |
| 3.    | «전하지 못한 진심 (The Truth Untold) (con Steve Aoki)» (Jeonhaji motan jinsim) | Steve Aoki, Roland Spreckley, Jake Torrey, Noah Conrad, Annika Wells, RM, Slow Rabbit | Steve Aoki                  | 4:02     |  |
| 4.    | «134340»                                                                       | Pdogg, ADORA, Bobby Chung, RM, Martin Luke Brown, Orla Gartland, SUGA, J-Hope         | Pdogg                       | 3:49     |  |
| 5.    | «낙원 (Paradise)» (Nagwon)                                                     | lophiile, MNEK, RM, Song Jae-kyung, SUGA, J-Hope                                      | lophiile                    | 3:30     |  |
| 6.    | «Love Maze»                                                                    | Pdogg, DJ Swivel, Candace Nicole Sosa, RM, SUGA, J-Hope, Bobby Chung, ADORA           | Pdogg                       | 3:40     |  |
| 7.    | «Magic Shop»                                                                   | Jungkook, Hiss noise, RM, DJ Swivel, Candace Nicole Sosa, ADORA, J-Hope, SUGA         | Jungkook, Hiss noise, ADORA | 4:36     |  |
| 8.    | «Airplane Pt. 2»                                                               | Pdogg, RM, Ali Tamposi, Liza Owens, Roman Campolo, "hitman" bang, SUGA, J-Hope        | Pdogg                       | 3:39     |  |
| 9.    | «Anpanman»                                                                     | Pdogg, Supreme Boi, "hitman" bang, RM, SUGA, Jinbo                                    | Pdogg                       | 3:54     |  |
| 10.   | «So What»                                                                      | Pdogg, "hitman" bang, ADORA, RM, SUGA, J-Hope                                         | Pdogg                       | 4:44     |  |
| 11.   | «Outro: Tear»                                                                  | DOCSKIM, Shin Myung-soo, SUGA, RM, J-Hope                                             | DOCSKIM                     | 4:45     |  |
| 43:58 |                                                                                |                                                                                       |                             |          |  |

## Posicionamiento en listas

### Álbum

#### Semanales
| Lista (2018)                                  | Mejor posición |
| --------------------------------------------- | -------------- |
| Alemania (Offizielle Top 100)                 | 17             |
| Australia (ARIA)                              | 6              |
| Austria (Ö3 Austria Top 40)                   | 5              |
| Bélgica (Ultratop 50 Flandes)                 | 6              |
| Bélgica (Ultratop 50 Valonia)                 | 18             |
| Canadá (Billboard Canadian Albums)            | 2              |
| Corea del Sur (Gaon Album Chart)              | 1              |
| Dinamarca (Album Top 100)                     | 6              |
| Escocia (OCC)                                 | 11             |
| Eslovaquia (ČNS IFPI)                         | 32             |
| Estados Unidos (Billboard 200)                | 1              |
| Estados Unidos (Billboard Independent Albums) | 1              |
| Estados Unidos (Billboard Top Album Sales)    | 1              |
| Estados Unidos (Billboard World Albums)       | 1              |
| Estonia (Eesti Ekspress)                      | 1              |
| España (PROMUSICAE)                           | 18             |
| Finlandia (Suomen virallinen lista)           | 4              |
| Francia (SNEP)                                | 45             |
| Hungría (MAHASZ)                              | 23             |
| Irlanda (IRMA)                                | 8              |
| Italia (FIMI)                                 | 34             |
| Japón (Billboard Hot Albums)                  | 1              |
| Japón (Oricon Albums Chart)                   | 3              |
| México (AMPROFON)                             | 7              |
| Noruega (VG-lista)                            | 2              |
| Nueva Zelanda (Recorded Music NZ)             | 5              |
| Reino Unido (OCC)                             | 8              |
| Polonia (ZPAV)                                | 25             |
| República Checa (ČNS IFPI)                    | 16             |
| Suecia (Sverigetopplistan)                    | 6              |
| Suiza (Schweizer Hitparade)                   | 8              |

| Lista                                         | Mejor posición |      |      |      |      |      |      |      |      |
| 2018                                          | 2018           | 2018 | 2018 | 2018 | 2018 | 2018 | 2018 | 2018 | 2018 |
| --------------------------------------------- | -------------- | ---- | ---- | ---- | ---- | ---- | ---- | ---- | ---- |
| Bélgica (Ultratop Flanders)                   | 103            |      |      |      |      |      |      |      |      |
| Corea del Sur (Gaon)                          | 2              |      |      |      |      |      |      |      |      |
| Estados Unidos (Billboard 200)                | 101            |      |      |      |      |      |      |      |      |
| Estados Unidos (Billboard Independent Albums) | 3              |      |      |      |      |      |      |      |      |
| Estados Unidos (Billboard World Albums)       | 1              |      |      |      |      |      |      |      |      |
| Estados Unidos (BuzzAngle Top Album Sales)    | 14             |      |      |      |      |      |      |      |      |
| Estonia (Eesti Ekspress)                      | 44             |      |      |      |      |      |      |      |      |
| Japón (Oricon)                                | 18             |      |      |      |      |      |      |      |      |
| México (AMPROFON)                             | 47             |      |      |      |      |      |      |      |      |
| Países Bajos (MegaCharts)                     | 83             |      |      |      |      |      |      |      |      |
| 2019                                          |                |      |      |      |      |      |      |      |      |
| Corea del Sur (Gaon Album Chart)              | 15             |      |      |      |      |      |      |      |      |
| Hungría (MAHASZ)                              | 26             |      |      |      |      |      |      |      |      |
| Estados Unidos (Billboard Independent Albums) | 6              |      |      |      |      |      |      |      |      |
| Estados Unidos (Billboard World Albums)       | 4              |      |      |      |      |      |      |      |      |

## Certificaciones
| País          | Organismo certificador | Certificación | Ventas certificadas |
| ------------- | ---------------------- | ------------- | ------------------- |
| Corea del Sur | Gaon                   | 2x Millón     | 2 000 000           |
| Japón         | RIAJ                   | Oro           | 100 000             |
| Reino Unido   | BPI                    | Plata         | 60 000              |

### Ventas
| País                 | Ventas    |
| -------------------- | --------- |
| Corea del Sur (Gaon) | 2 181 909 |
| China                | 298,130+  |
| Estados Unidos       | 212 953+  |
| Japón                | 192,217+  |

## Reconocimientos
| Publicación   | Lista                                   | Posición | Ref.    |
| ------------- | --------------------------------------- | -------- | ------- |
| City Pages    | Todos los álbumes #1 de 2018            | 21       | [ 130 ] |
| Idolator      | Los 10 mejores álbumes de K-pop de 2018 | 1        | [ 131 ] |
| KultScene     | Los mejores álbumes de K-pop de 2018    | —        | [ 132 ] |
| MTV           | Álbumes del año                         | —        | [ 133 ] |
| Noisey        | Los 100 mejores álbumes de 2018         | 100      | [ 134 ] |
| Pitchfork     | Top 50 álbumes                          | 11       | [ 135 ] |
| Pitchfork     | Álbum más subestimado                   | 1        | [ 135 ] |
| PopCrush      | Los mejores álbumes de 2018             | —        | [ 136 ] |
| Real Sound    | Top 10 álbumes de K-pop de 2018         | —        | [ 137 ] |
| Refinery29    | Los 12 mejores álbumes de K-pop de 2018 | 1        | [ 138 ] |
| Rolling Stone | Los 20 mejores álbumes de pop de 2018   | 13       | [ 139 ] |
| Young Post    | Los 20 mejores álbumes de 2018          | 4        | [ 140 ] |

| Año                      | Organización            | Premio                        | Resultado | Receptor | Ref.    |
| ------------------------ | ----------------------- | ----------------------------- | --------- | -------- | ------- |
| 2018                     | Melon Music Awards      | Álbum del año                 | Ganador   | BTS      | [ 141 ] |
| 2018                     | Mnet Asian Music Awards | Álbum del año                 | Ganador   | BTS      | [ 142 ] |
| 2018                     | Seoul Music Awards      | Álbum del año                 | Ganador   | BTS      | [ 143 ] |
| 2018                     | Gaon Chart Music Awards | Álbum del año - 2.º trimestre | Ganador   | BTS      | [ 144 ] |
| Categorías profesionales |                         |                               |           |          |         |
| 2019                     | Premios Grammy          | Mejor diseño de embalaje      | Nominado  | Huskyfox | [ 145 ] |

## Historial de lanzamientos
| País           | Fecha              | Formato                         | Sello                      |
| -------------- | ------------------ | ------------------------------- | -------------------------- |
| Corea del Sur  | 18 de mayo de 2018 | CD, descarga digital, streaming | Big Hit, iriver            |
| Estados Unidos | 18 de mayo de 2018 | CD, descarga digital, streaming |                            |
| Japón          | 18 de mayo de 2018 | CD, descarga digital, streaming | Big Hit, iriver, Universal |
|                | 18 de mayo de 2018 | Descarga digital, streaming     | Big Hit                    |